# Terry Hands

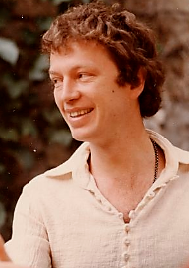
Terry Hands (1972)

Terence David „Terry“ Hands (* 9. Januar 1941 in Aldershot; † 4. Februar 2020) war ein britischer Theaterregisseur und -intendant.
Terence David Hands studierte an der University of Birmingham und an der Royal Academy of Dramatic Art (RADA).
1964 gründete er das Liverpooler Everyman Theatre. Terry Hands wurde 1966 von der Royal Shakespeare Company engagiert, um das Tournee-Ensemble Theatregoround zu leiten. Er wurde gemeinsam mit Trevor Nunn 1978 künstlerischer Leiter und 1986 alleiniger Intendant. Sein Entschluss, im Winter 1990/1991 die Bühnen des RSC im Barbican Centre zu schließen, war entscheidend für die RSC, um eine erhöhte Subvention durch das Arts Council zu erhalten. 1997 wurde er Leiter des Clwyd Theatr Cymru, das seine Arbeit hauptsächlich auf Tourneen in Wales und dem Rest Großbritanniens zeigt.
Aus der Ehe mit der französischen Schauspielerin Ludmila Mikaël stammt die gemeinsame Tochter Marina Hands, die wie ihre Mutter ins Schauspielfach wechselte. Im Oktober 2001 trat er von seiner Position als Beratender Leiter der RSC zurück.

## Inszenierungen (Auswahl)
- Für Theatregoround – Tourneen der RSC
  - 1967: The Dumb Waiter von Harold Pinter
  - 1967–1968: Under Milk Wood (Unter dem Milchwald) von Dylan Thomas
- Für die RSC (Royal Shakespeare Theatre und das Aldwych Theatre)
  - 1968: Die lustigen Weiber von Windsor
  - 1969: Bartholomew Fair von Ben Jonson
  - 1970: Richard III.
  - 1971–1972: Der Kaufmann von Venedig
  - 1972: Mord im Dom von T.S. Eliot
  - 1973: Romeo & Julia
  - 1975–1976: Heinrich VI. Teil 1 und 2
  - 1975–1976: Heinrich V.
  - 1975–1976: Die lustigen Weiber von Windsor
  - 1977–1978: Heinrich VI. Teil 1, 2 und 3
  - 1978–1979: Coriolanus
  - 1979–1980: Was ihr wollt
  - 1980–1981: Richard II.
  - 1980–1981: Richard III.
  - 1980–1981: Wie es euch gefällt
  - 1981: Troilus und Cressida
  - 1982–1984: Viel Lärm um nichts
- Für die RSC im Barbican Centre und das Royal Shakespeare Theatre
  - 1985–1986: Ein Wintermärchen
  - 1987–1988: Julius Cäsar
  - 1987: Der Balkon von Jean Genet
  - 1989: Romeo & Julia
  - 1989–1990: Coriolanus mit John Barton
  - 1990–1991: Verlorene Liebesmüh
  - 1990–1991:Die Möwe von Anton Pawlowitsch Tschechow
  - 1993: Tamburlaine the Great von Christopher Marlowe
  - 1995: Die lustigen Weiber von Windsor (am Royal National Theatre)
- Für das Chichester Festival 1995
  - Hadrian VII Chichester Festival Theatre
  - The Visit Chichester Festival Theatre
- Für Theatr Clwyd
  - 1997: Equus von Peter Shaffer
  - 1998: A Christmas Carol von Peter Barnes
  - 1999: Was ihr wollt
  - 1999: Macbeth
  - 2000: Under Milk Wood (Unter dem Milchwald) von Dylan Thomas
  - 2001: König Lear
  - 2002: Rosenkrantz und Güldenstern sind tot von Tom Stoppard
  - 2002: Romeo & Julia
  - 2003: Hexenjagd von Arthur Miller
  - 2004: Einer flog über das Kuckucksnest von Ken Kesey
  - 2005: Troilus und Cressida

## Auszeichnungen
- 1984: (für die Spielzeit 1983) – Laurence Olivier Theatre Award als bester Regisseur für Cyrano de Bergerac.
- 1983: Critics' Circle Theatre Awards (Drama Theatre Awards) für die beste klassische Regie Cyrano de Bergerac.
- 1993: London Evening Standard Theatre Award als bester Regisseur Tamburlaine The Great.
- 1993: Critics' Circle Theatre Awards (Drama Theatre Award) als bester Regisseur für Tamburlaine The Great.
- 2007: Ausgezeichnet mit dem CBE